# Glorifizierung
Unter einer Glorifizierung (lat. glorificare = rühmen, preisen, verherrlichen) wird die beschönigende Darstellung bestimmter Sachverhalte verstanden. Ziel der Glorifizierung ist es allgemein, negative Aspekte aus Vergangenheit und Gegenwart sowie die möglichen negativen Folgen zukünftigen Handelns aus den Köpfen der Menschen zu verdrängen.

## Beispiele
Verherrlichung bedeutet Verharmlosung. Obwohl Glorifizierung oft ganz gezielt zur Manipulation eingesetzt wird, muss doch jeder einzelne Fall für sich betrachtet werden:

### „Gute alte Zeit“
Mit Aussagen wie „Früher war alles besser als heute“ wird die gute alte Zeit glorifiziert, wobei hier oft verkannt wird, dass technischer und medizinischer Fortschritt für eine erhebliche Verbesserung der allgemeinen Lebensbedingungen gesorgt haben. Die Glorifizierung ist somit auch ein ganz alltägliches Phänomen. Zum Beispiel kommen nicht selten Gespräche vor, wo Erinnerungen aus der Armeezeit oder dem früheren Berufsleben aufkommen, bei denen besonders angenehme Dinge dann zum Maßstab der Reflexion genommen werden. Die durchschnittliche Wirklichkeit der jeweiligen Situation, die keineswegs immer so angenehm gewesen ist wie die geschilderten Eindrücke, wird indes dabei nicht reflektiert.
Als weiteres Beispiel kann hier das Phänomen des immer wieder aufflackernden Rechtsradikalismus und Neonazismus angeführt werden: In Zeiten, die von den betroffenen Personen als schwierig und belastend empfunden werden, besinnen sie sich auf die „guten alten Werte“ aus einer Zeit, „in der noch Zucht und Ordnung herrschten“. Dabei wird jedoch verkannt, dass mit den auf den ersten Blick ja durchaus positiv zu sehenden Rahmenbedingungen erhebliche negative Nebenwirkungen verbunden sind. Diese werden aus der Betrachtung ausgeblendet, damit die verbleibenden Aspekte einer vergangenen Zeit umso problemloser glorifiziert werden können.

### „Hurra-Mentalität“
Zu Beginn des Ersten Weltkrieges waren viele Soldaten vom Augusterlebnis erfüllt und zogen mit Begeisterung in den Krieg. Dies erklärt sich aus der Sicht der damaligen Zeit, als Militarismus und Soldatentum glorifiziert wurden. Dieses war ein Kennzeichen des Wilhelminismus.
Dabei wurde der Tod auf dem „Feld der Ehre“ für Kaiser, Volk und Vaterland (später dann für Führer, Volk und Vaterland) als ein erstrebenswertes, im Wortsinne von glorificare (gloriam facere) „Ehre machendes“ Ziel dargestellt. Das damit verbundene Leiden der Hinterbliebenen wurde ausgeblendet. 
Ein Phänomen, das auf den ersten Blick gewisse Ähnlichkeiten mit der wilhelminischen Hurra-Mentalität aufweist, ist die Loyalität bis in den Tod z. B. bei Kriegern im japanischen Kulturkreis. z. B. gingen manche Kamikaze-Flieger für ihren Tennō bereitwillig in den Tod. Dieses Verhalten ist jedoch nicht auf eine gezielte Glorifizierung des „Heldentodes“ zurückzuführen, sondern entspringt einem jahrtausendealten Wertesystem, in dem das individuelle Leben einen erheblich geringeren Stellenwert als in der westlichen Welt hat.

### Ideologische Führer
Kennzeichen vieler Ideologien (im Gegensatz zur wertfreien Idee) ist es, dass ein begrenzter Personenkreis, in vielen Fällen sogar nur eine einzelne Person, als unfehlbar und über jeden Zweifel erhaben auftritt. Um zu verhindern, dass diese Idolgestalten als ganz normale Menschen wahrgenommen werden, wird ganz gezielt ein glorifizierender Personenkult eingesetzt. Dies ist vor allem in absolutistischen und diktatorischen Herrschaftssystemen sichtbar, die von außen oft ganz anders als von innen heraus wahrgenommen werden.
Neben dem Führerprinzip in faschistischen Staaten und in der Zeit des Nationalsozialismus und der Verherrlichung Stalins in der Sowjetunion ist besonders Nordkorea zu erwähnen, wo der 1994 verstorbene Kim Il-sung seit 1998 als „ewiger Präsident“ verehrt wird. Dies hat zur Folge, dass das Amt des Staatspräsidenten seither nicht mehr besetzt wird, was jedoch den Nachfolger von Kim Il-sung, seinen Sohn Kim Jong-il, nicht daran hinderte, einen nach westlichen Maßstäben betrachtet noch viel bizarreren Kult um seine Person aufzubauen.
Den meisten Diktatoren wird nachgesagt, dass sie ihren Weg an die Macht mit glorifizierenden Elementen ausschmücken. So hat z. B. der oben genannte Kim Il-sung im Jahr 1937 mit 180 Partisanen einen Überfall auf eine mit 30 japanischen Polizisten besetzte Grenzstation durchgeführt. Dieser Überfall wurde, unter grober Missachtung der tatsächlichen Kräfteverhältnisse, zur „Schlacht von Pochonbo“ hochstilisiert.
Auch Saddam Hussein stellte sich in seiner offiziellen Biografie als erfolgreichen und genialen Feldherrn und Strategen dar, obwohl sich seine Leistungen auf diesem Gebiet in Grenzen gehalten haben.

### Geschichtsschreibung
Es gilt der Grundsatz, dass die Geschichte immer von den Siegern geschrieben wird. Dies hat zur Folge, dass die Taten, die zum Sieg geführt haben, regelmäßig glorifiziert, das heißt beschönigt und von unangenehmen Nebeneffekten bereinigt werden. Die Glorifizierung ist Bestandteil der Geschichtspolitik.
Die Glorifizierung und damit eng verwandt die Romantisierung sind Betrachtungsweisen von Geschichte, wobei diese entweder auf einige wenige Merkmale reduziert wahrgenommen und dargestellt wird oder dass bestimmte an Handlungen beteiligte Personen versuchen, ihre Rolle zu verharmlosen beziehungsweise gar noch eine positive Konnotation zu geben oder von sonstigen unangenehm erscheinenden Nebeneffekten zu bereinigen. Auch werden Ereignisse wie Schlachten aus der Sicht der Sieger regelmäßig glorifiziert. Dies ist oft kein Zufall, sondern Bestandteil einer Geschichtspolitik. Mit Glorifizierung einher gehen oft auch Geschichtsklitterung oder Geschichtsfälschung. Als bekanntes Beispiel gilt die „Dolchstoßlegende“: laut Erich Ludendorff geschah der Zusammenbruch des Heeres des Deutschen Kaiserreichs nicht an der Front; vielmehr sei die Armee im Rücken „erdolcht“ worden. Damit versuchte Ludendorff, von der Schuld der Obersten Heeresleitung abzulenken und die Schuld auf andere Personenkreise zu übertragen.
Häufig werden auch Einzelpersonen herausgestellt (Napoleon, Barbarossa, Helmut Kohl), denen besonderes geschichtliches Wirken zugeschrieben wird (historische Persönlichkeit). Dass an der Ausführung ihrer Pläne jeweils Millionen von Individuen beteiligt waren; dass auch Gruppen von Menschen, oder Einzelpersonen, die zu keiner gesellschaftlichen Elite gehören und nicht prominent wurden, Geschichte machen können (z. B. 68er, Arbeiterbewegung, Bevölkerung der DDR bei der Wende) wird in der Geschichtsschreibung manchmal übersehen.

## Verwandte Phänomene
Eng verwandt mit der Glorifizierung ist die Romantisierung, bei der bestimmte Lebensumstände nur auf wenige positive Elemente reduziert dargestellt werden. Beispiele: Romantisierung des Lebens im Mittelalter (das, entgegen dem heute oft empfundenen romantisierten Bild, nicht nur aus Minnesang und edlen Turnieren bestand), Romantisierung des Cowboy-Berufs (der nicht nur aus Lagerfeuerromantik besteht). Historienfilme bzw. Western-Filme haben zur Glorifizierung bzw. Romantisierung beigetragen.

## Glorifizierung in Kunst und Architektur
Die Glorifizierung finden wir in der Literatur vor, manche Literaturkritiker werfen dies etwa Ernst Jüngers Roman In Stahlgewittern von 1920 vor. Sehr in Anspruch genommen für die Glorifizierung werden Vorstellungen von Ritterlichkeit und Rittertum des Mittelalters bei Thomas Malory und Cervantes (dort satirisch-humorvoll) wie auch in der Malerei von Romantik und Neuromantik unter anderem bei Moritz von Schwind.
Der Glorifizierung von Herrschern für siegreiche Schlachten diente auch die Erbauung von Triumphbogen. Häufiges Merkmal ist ihre Monumentalität.